# Papa Ștefan al II-lea
Papa Ștefan al II-lea (n. 714 d.Hr., Roma, Imperiul Roman de Răsărit – d. 26 aprilie 757 d.Hr., Roma, Statele Papale) a fost un papă al Romei în perioada 752 - 757.